# Mesxura
Mesxura (en rus: Мещура) és un poble (un possiólok) de la República de Komi, a Rússia, segons el cens del 2010 tenia 297 habitants.